# Vätefluorid

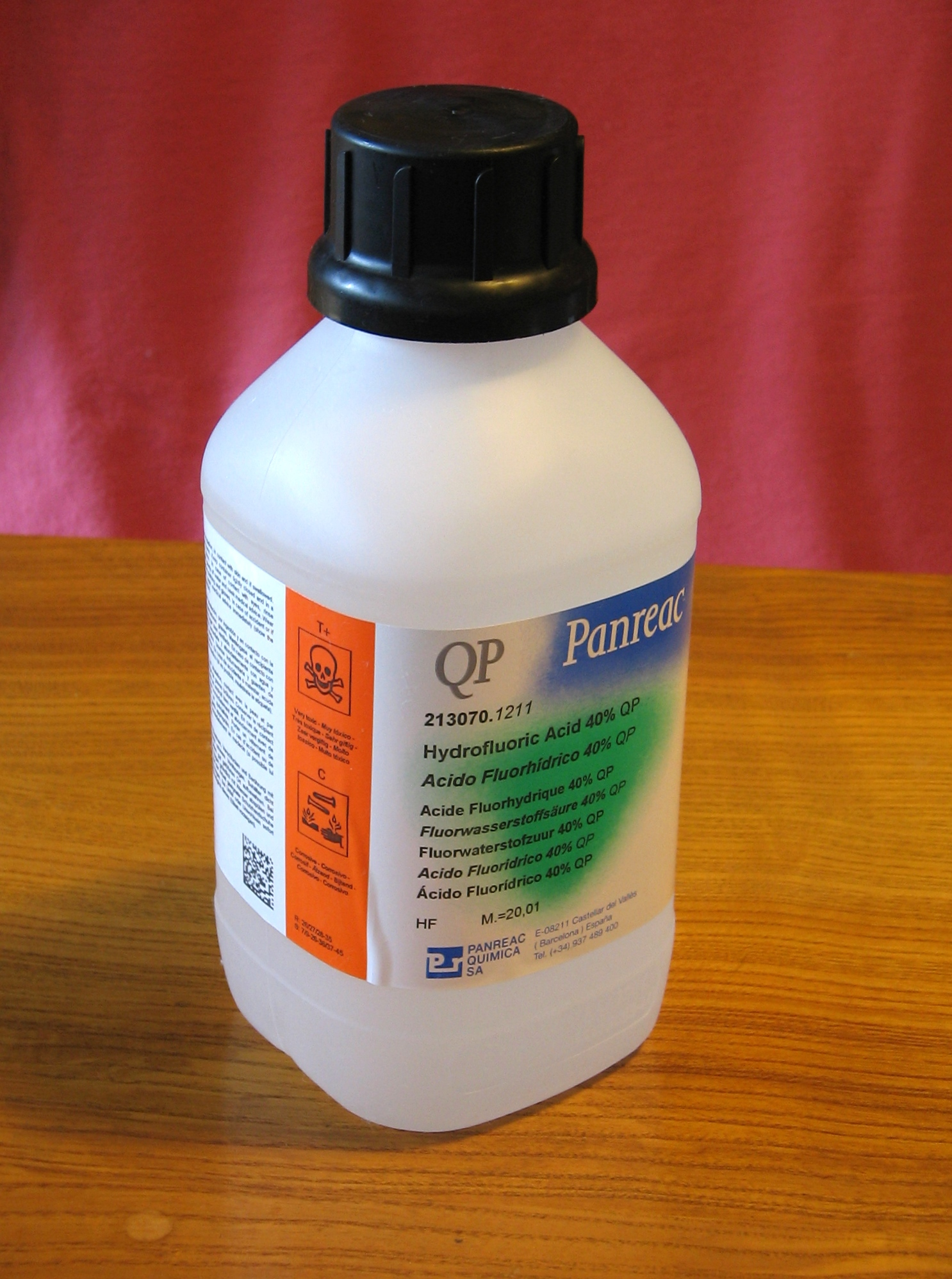

Vätefluorid, även känt som fluorväte eller fluoran är en kemisk förening mellan väte och fluor med formeln HF. Ämnet är en gas med kokpunkt något under rumstemperatur. Fluorvätesyra är vätefluorid löst i vatten. Gasen och dess lösning reagerar med åtskilliga ämnen som annars motstår syraangrepp, som exempelvis glas, ädelmetaller och åtskilliga metalloxider.

## Framställning
Industriellt framställs fluorväte genom behandling av kalciumfluorid (CaF2) med svavelsyra (H2SO4) och värme, varvid
gasformig vätefluorid avges.
{\displaystyle {\rm {CaF_{2}+H_{2}SO_{4}\rightarrow 2\ HF+CaSO_{4}}}}

## Risker
Vätefluorid och fluorvätesyra är mycket giftiga, och måste hanteras med stor försiktighet. Inandning och hudkontakt måste undvikas. Giftverkan är fördröjd.

## Användning
Vätefluorid har stor användning för framställning av ett flertal fluorföreningar, och inom metallurgi.